# 华南理工大学建筑学院
华南理工大学建筑学院（简称：华工建筑学院）是华南理工大学下属的建筑类学院，位于中国广东省广州市天河区华南理工大学五山校区内。华工是传统的“建筑老八校”之一，建筑学院是华南理工大学实力较强的一个学院，在华南地区乃至全国皆有较好的声誉。学院目前有专任教师124人，其中两院院士2人，国家教学名师1人，教育部新世纪人才4人，全国工程勘察设计大师3人；已培养本科生和研究生合共8000多人。

## 历史沿革

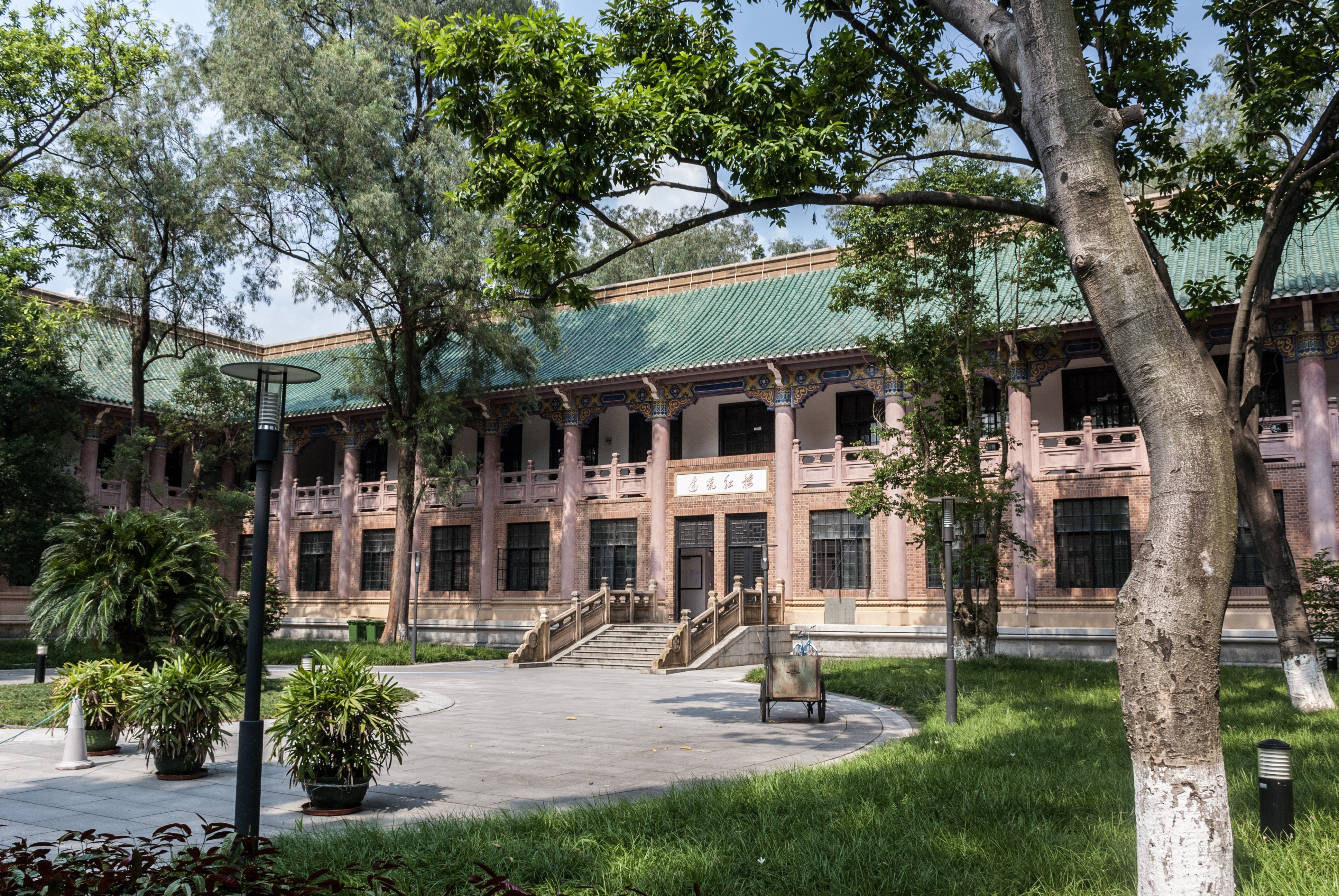
6号楼（建筑红楼）：建筑学院的办公楼

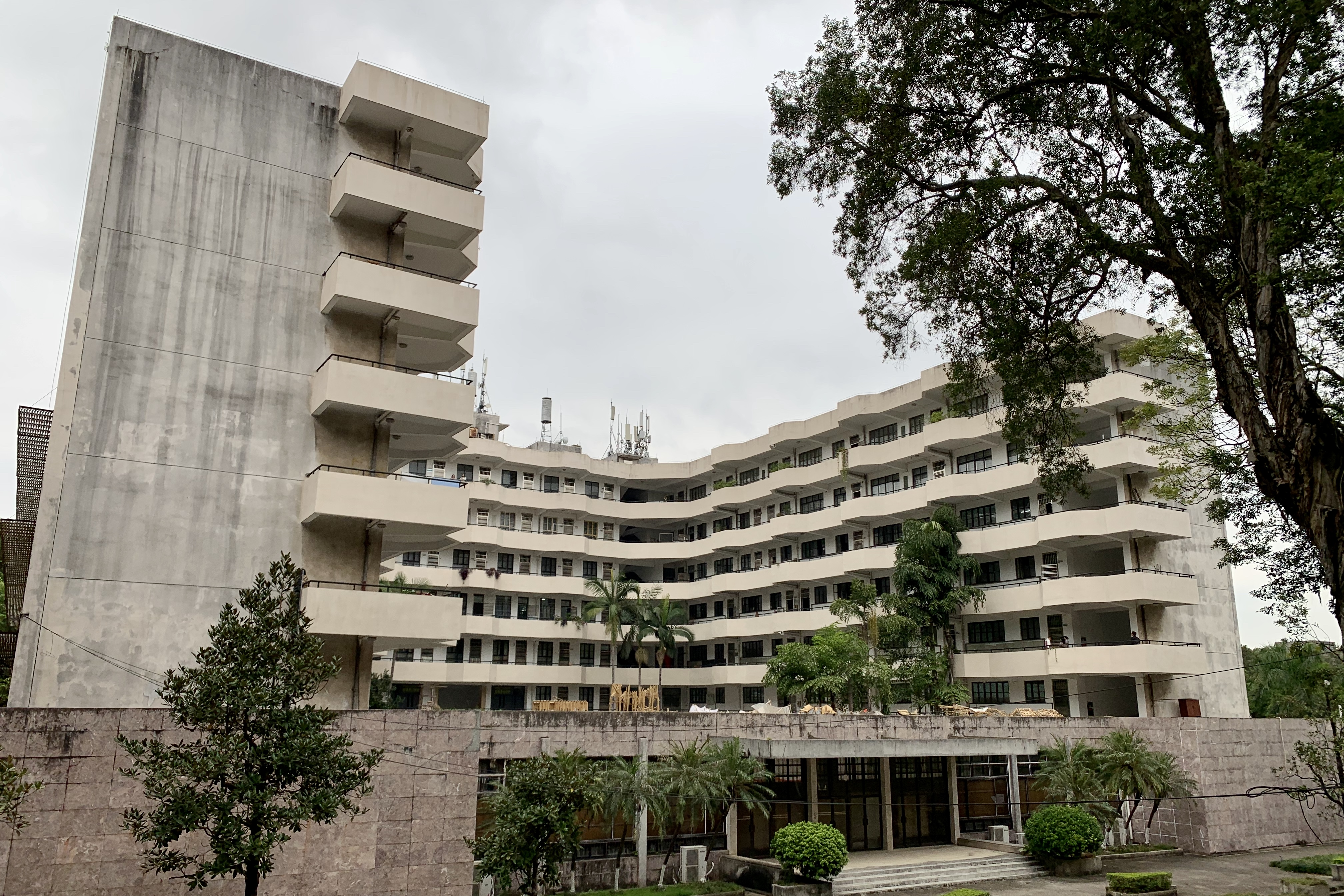
改造前的27号楼（励吾建筑楼，现采荷建筑楼）：建筑学院的画图课室

华南理工大学建筑学院最早可追溯至创建于1932年的勷勤工学院建筑工程系，由林克明和胡德元两位教授开创。1938年被併入國立中山大學工學院。
1952年，中山大学工学院和华南联合大学理工学院的相关系组建为华南工学院建筑系。1960年，建筑系与土木工程系合并成建筑工程系。1979年，成立综合甲级建筑设计研究院。1981年学校专业调整时期，建筑工程系再分为建筑学系和建筑工程系。1997年，成立现在的建筑学院。2008年1月，土木工程系从建筑学院分出，并与原交通学院合并为土木与交通学院。

## 组织机构
- 组成架构
  - 建筑系
  - 城市规划系
  - 风景园林系
  - 亚热带建筑科学国家重点实验室
  - 建筑设计研究院
  - 《南方建筑》杂志社
- 学院常设委员会
  - 学术委员会
  - 职称评审委员会
  - 学位委员会
  - 教学指导委员会
  - 教学工作委员会
- 学院工会
- 学院教代会

## 学术科研

### 学科设置
- 建筑学（广东省一级重点学科）

建筑学科历史可以追溯到1932年创办的勷勤大学建筑系，是中国近代最早建立的建筑学科之一。1961年，开始招收建筑历史与理论、建筑设计方向硕士研究生；1981年，建筑历史与现代建筑获批为国内建筑学科首批博士点之一；2003年获批建立建筑学一级学科博士点和博士后科研流动站。设有建筑设计及其理论（国家二级重点学科）、建筑技术科学、建筑历史与理论、建筑遗产保护、城市设计、室内设计等六个方向。本科建筑学专业为国家级一流本科专业和国家级特色专业。
- 城乡规划学（广东省一级重点学科）

城乡规划学科始于1932年广东省立勷勤大学建筑系设置的都市计划课程。1958年，首次招收城市规划专业学生，1978年恢复招收研究生，1986年和2003年分获得硕士点和博士点授予权，2012年获批一级学科博士后流动站。设有城乡发展与区域规划、城乡规划与设计、城乡发展历史与遗产保护规划、城乡生态环境及基础设施规划、住房与社区规划、城乡规划管理等六个方向。本科城乡规划专业为国家级一流本科专业和国家级特色专业。
- 风景园林学（一级学科）

风景园林学科成立于20世纪50年代。1962年，与华南农学院、中科院华南植物研究所华南植物园等单位和个人联合创办广东园林学会，为全国第一个园林学会；1986年设置了城市规划与设计硕士点；1990年获全国首批风景园林规划与设计二级学科硕士点；2003年，获批自设景观建筑学二级学科硕士点和博士点，同年获批设置城市规划与设计二级学科博士点；2005年，成为全国首批风景园林硕士专业学位授权单位，2011年获全国首批风景园林学一级学科博士点，2012年，获全国首批风景园林学博士后科研流动站。设有风景园林历史文化与遗产保护、风景园林规划设计及其理论、风景园林环境科学与工程技术、景观建筑设计等4个学科方向。本科风景园林专业为国家级一流本科专业和广东省重点专业。

### 科研机构
- 华南理工大学广东省村镇可持续发展研究中心

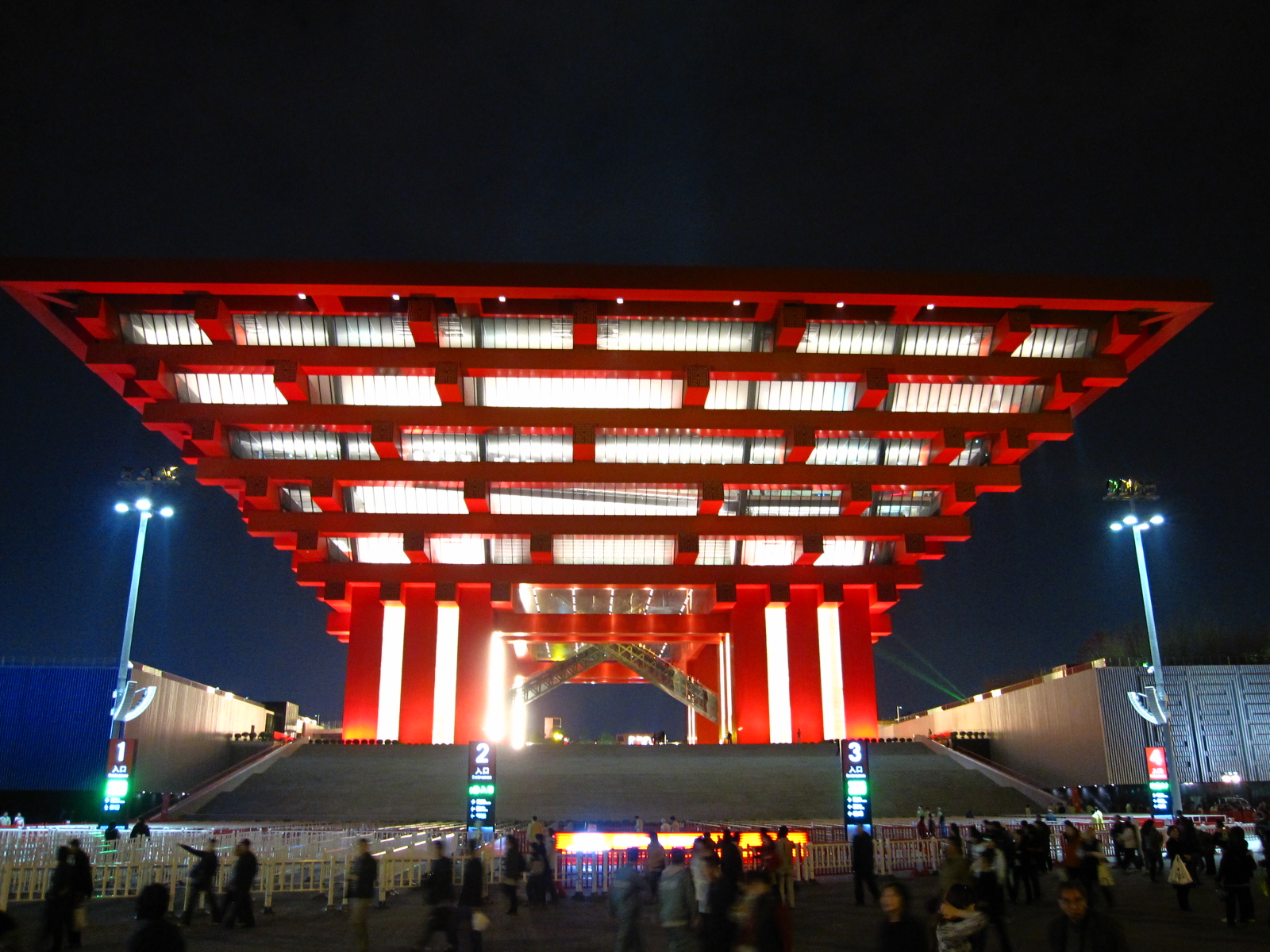
由华工建筑设计研究院设计的上海世博会中国馆

- 华南理工大学建筑设计研究院：建于1953年，并于1979年挂牌成立，为中国重点高校最早成立的甲级设计研究院之一。知名的作品有汶川特大地震震中纪念馆、2010年上海世博会中国馆、西汉南越王博物馆、侵华日军南京大屠杀遇难同胞纪念馆（扩建工程）、广州国际金融中心、深圳市宝安体育场等[8]。
- 亚热带建筑科学国家重点实验室：建于2007年，为全国高校唯一的建筑学国家重点实验室[9]。
- 华南理工大学建筑历史文化研究中心
- 华南理工大学建筑节能研究中心
- 华南理工大学粤港澳城市建筑研究中心

### 学术期刊
建筑学科知名期刊《南方建筑》的编辑部设于建筑学院。其由建筑学院主办，并在2012至2018年连续7次入编中国科技核心期刊。

## 学院领导

### 现任领导

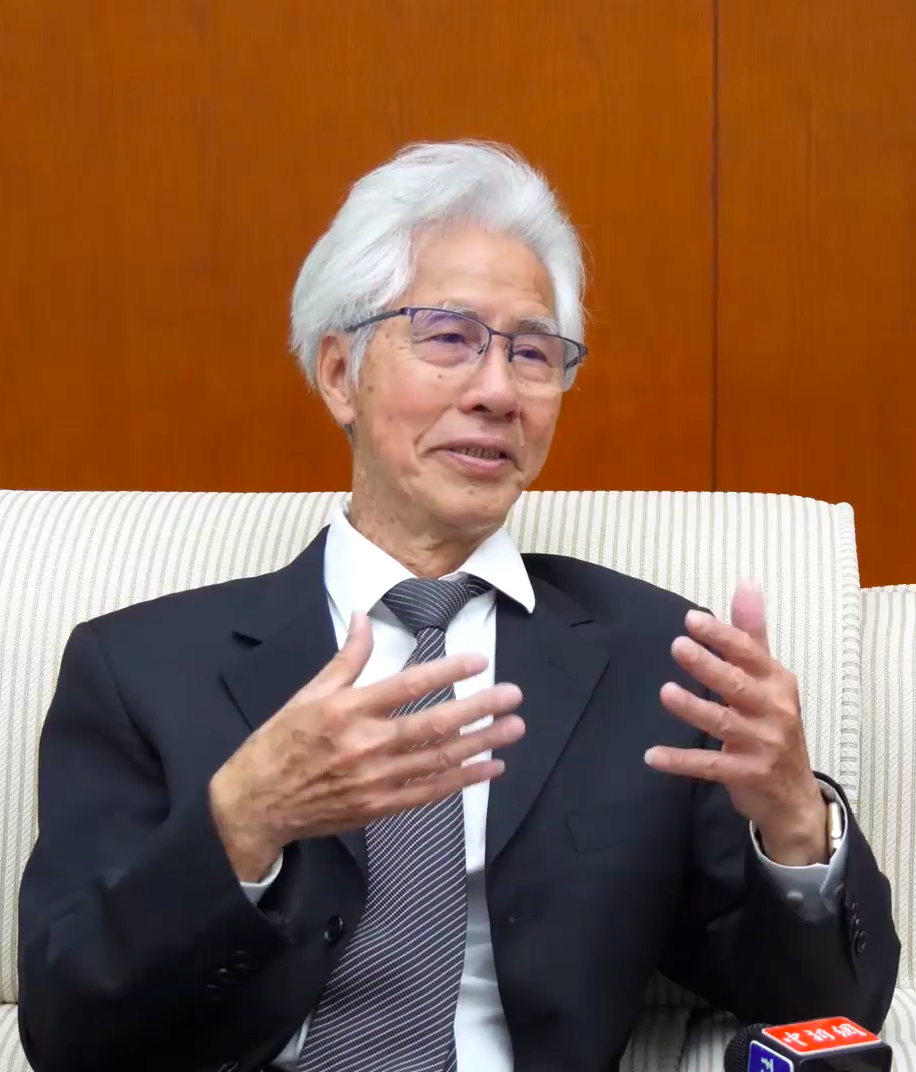
建筑学院名誉院长何镜堂

- 名誉院长：何鏡堂[10]
- 院长：彭长歆
- 党委书记：司聚民
- 副院长：王世福、林广思、苏平、赵越喆
- 党委副书记：陈莹

### 历任系主任、院长
- 院系调整领导小组组长
  - 1952-1953：黄适
- 建筑学系主任
  - 1953-1959：黄适
  - 1959-1960：陈伯齐
- 建筑学系第一主任
  - 1960-1968：陈伯齐
- 建筑学系革命领导小组组长
  - 1968-1974：卢兆华
  - 1974-1978：张发明
- 建筑学系主任
  - 1978-1981：罗崧发
  - 1981-1984：金振声
  - 1984-1989：张锡麟
  - 1989-1992：叶荣贵
  - 1992-1995：刘管平
  - 1995-1997：吴庆洲
- 建筑学院院长
  - 1997-2003：吴庆洲
  - 2003-？：何鏡堂
  - ？-2022：孙一民
  - 2022至今：彭长歆
- 建筑学院常务副院长
  - 2003-2007：赵红红
  - 2008-？：孙一民

## 知名校友
- 林克明：建筑家、建筑教育家，现代岭南建筑学派的创始人之一；1932年创办了勷勤大学建筑系，并曾在中山大学工学院建筑系和华南工学院建筑系任教[11]。
- 龙庆忠：建筑学家，中国建筑历史与理论体系的奠基人，中国建筑防灾学的创立人；曾在中山大学工学院建筑系和华南工学院建筑系任教[12]。
- 符罗飞：画家、艺术家，曾任中國美術家協會广东分会副主席；曾在中山大学工学院建筑系和华南工学院建筑系任教[13]。
- 莫伯治：建筑学家，中国建筑设计大师、中国工程院院士，原广州市规划局总工程师、中国建筑学会理事会理事、广州市规划协会名誉会长；1936年毕业于中山大学工学院土木工程系，曾任华南理工大学建筑设计院兼职教授和总建筑师[14]。
- 佘畯南：建筑学家，中国建筑设计大师、中国工程院院士，原广州市设计院副院长、总建筑师，为现代岭南建筑学派的杰出代表；曾任华南理工大学建筑系兼职教授[15]。
- 容柏生：建筑学家，中国工程院院士、中国工程勘察设计大师、广东省建筑设计研究院终身荣誉总工程师；1953年毕业于华南工学院土木工程系[16]。
- 蔡建中：香港互太纺织控股有限公司董事局永远荣誉主席、华南理工大学名誉教授；1956年考入华南工学院建筑系就读。
- 袁培煌：中国工程勘察设计大师、中美互认注册建筑师，中国建筑学会理事、中南建筑设计院顾问、总建筑师、华中科技大学建筑与城市学院名誉院长；1955年毕业于华南工学院建筑系。
- 王广鎏：曾任纺织工业部基本建设局设计公司（现中国纺织工业设计院）设计院副总工程师、高级工程师、院长；1956年7月毕业于华南工学院建筑系[17]。
- 张佑启，SBS：中国建筑结计算力学、土木工程专家，英国皇家工程院院士、中国科学院院士、香港工程科学院创院院士，香港大學校长特别顾问；1958年毕业于华南工学院，后曾任华南理工大学建筑学院城市建设研究中心主任[18]。
- 饶维纯：中国工程勘察设计大师、国家特许一级注册建筑师，曾任云南省设计院教授级高级建筑师；1958年毕业于华南工学院建筑系。
- 赵祖望：中国工程勘察设计大师、国家一级注册建筑师，曾任中国航天建筑设计研究院副总建筑师、研究员；1960年毕业于华南工学院建筑系[19]。
- 黎陀芬：中国工程勘察设计大师，全国体育建筑专业委员会委员、西南设计研究院总建筑师；1962年毕业于华南工学院建筑系。
- 何鏡堂：建筑家，中国工程院院士、中国工程勘察设计大师、国家特许一级注册建筑师；1965年毕业于华南工学院建筑系，现任华南理工大学建筑学院名誉院长、华南理工大学建筑设计研究院董事长、亚热带建筑科学国家重点实验室学术委员会主任[20]。
- 石安海：原广州市副市长、市城建委主任、市委政法委书记、市纪委书记；1964年在华南工学院攻读中国古代建筑史专业研究生。
- 李卓彬：高级建筑师、国家一级注册建筑师，致公党中央副主席、中国侨联常委、全国青联常委，原广州市人民政府副市长；1982年毕业于华南工学院建筑系。
- 许瑞生：国家一级注册建筑师，广东省人民政府副省长，曾任广东省城乡规划设计研究院副院长兼总工程师；1986年硕士毕业于华南工学院建筑学院建筑设计及其理论专业。
- 倪阳：中国工程勘察设计大师；1988年毕业于华南理工大学建筑设计研究院，现任华南理工大学建筑设计研究院院长。
- 吴硕贤：建筑技术科学专家，中国科学院院士，中国声学学会理事、会士，中国建筑学会建筑物理分会副理事长，主要研究建筑环境声学；1998年起于华南理工大学建筑学院任教，现为华南理工大学建筑技术科学研究所所长。